# سوداء (روستا)
 سوداء  به عربی ( الَسّوداء )، روستایی است در دهستان اباره از توابع استان ذَمار در کشور یمن در شبه جزیره عربستان.

## جمعیت
جمعیت آن (۷۰ ) نفر (۶ خانوار) می‌باشد.